# Lou Reed Live
Lou Reed Live è il secondo album dal vivo di Lou Reed pubblicato dalla RCA Records nel 1975.

## Il disco
Lou Reed Live fu realizzato dopo il successo ottenuto dal primo album dal vivo di Lou Reed pubblicato l'anno precedente.
Pensato come una sorta di "seconda puntata" di Rock N Roll Animal, il disco contiene brani registrati durante lo stesso concerto tenuto alla Howard Stein Academy of Music di New York il 21 dicembre 1973.
A differenza di Rock N Roll Animal, che contiene in gran parte rivisitazioni di brani noti (Heroin e White Light / White Heat), ma soprattutto, meno noti (Sweet Jane e Rock 'n' Roll) dei Velvet Underground, nel nuovo disco furono inserite le hit del primo periodo da solista di Reed.
La scelta fu dettata dalla necessità della casa discografica di sfruttare ancora il traino di Transformer, dopo il mezzo passo falso commerciale dell'ambizioso Berlin. In realtà il disco non raggiunse i risultati di pubblico e di critica né di Transformer né di Rock N Roll Animal di cui è comunque da considerarsi complementare.
Lou Reed Live contiene quindi le versioni dal vivo di Walk On The Wild Side, Vicious e Satellite of Love, tutti singoli tratti da Transformer. Non mancano, comunque, un bel pezzo dei Velvet Underground, I'm Waiting For The Man, presente nel loro primo celebre disco, e due pezzi tratti da Berlin, Sad Song e Oh, Jim.
Anche in questo album è protagonista la band che accompagnava Lou Reed nel 1973 e con la quale aveva inciso Berlin. Ancora in evidenza sono gli assoli di Steve Hunter e Dick Wagner (il celebre "duello di chitarre") e il bassista di origine indiana Prakash John. Come nel disco precedente, Reed, grazie al possente accompagnamento, può abbandonare la chitarra e dedicarsi al ruolo che si era scelto in quel periodo, il cantante rock, nelle vesti di pelle del rock 'n' roll animal.
Diversamente da quanto avvenne con Rock N Roll Animal, dove Lou Reed realizzò quelle che sono considerate le versioni definitive di alcuni vecchi pezzi dei Velvet Underground, dando loro nuova linfa, in Lou Reed Live le versioni delle hit di Transformer non aggiungono nulla a quanto era stato fatto nell'album in studio. Il cantautore newyorkese e la band sembrano invece trovarsi meglio con le due lunghe versioni dei brani di Berlin.
Lou Reed Live non fu rimasterizato su CD in versione allungata come invece avvenne per Rock N Roll Animal nel 2000. Paradossalmente fu ripubblicato rimasterizzato nel 2003 nella collana Extended Versions della BMG, ma, a differenza di quanto suggerito nel titolo, senza materiale aggiuntivo.
La foto di copertina dell'album, che ritrae Reed con i classici occhiali neri e il giubbotto nero borchiato e con un copricapo che dà una pervenza vagamente glam al cantante, fu scattata da Oliviero Toscani.

## Tracce

### Edizione originale in vinile

#### Lato A
1. Vicious - (Lou Reed) – 5:55
2. Satellite Of Love - (Lou Reed) – 6:03
3. Walk On The Wild Side - (Lou Reed) – 4:51

#### Lato B
1. I'm Waiting For The Man - (Lou Reed) – 3:38
2. Oh, Jim - (Lou Reed) – 10:40
3. Sad Song - (Lou Reed) – 7:32

### Edizione CD
1. Vicious - (Lou Reed) – 5:56
2. Satellite Of Love - (Lou Reed) – 5:59
3. Walk On The Wild Side - (Lou Reed) – 4:28
4. I'm Waiting For The Man - (Lou Reed) – 3:37
5. Oh, Jim - (Lou Reed) – 10:41
6. Sad Song - (Lou Reed) – 7:08

## Formazione
- Lou Reed – voce
- Pentti Glan – batteria
- Steve Hunter – chitarra
- Prakash John – basso
- Dick Wagner – chitarra
- Ray Colcord - tastiere

## Setlist originale del concerto
Il concerto da cui l'album è ricavato non è mai stato pubblicato nella sua interezza, tuttavia questa ne è la scaletta integrale in ordine cronologico:
1. Intro/Sweet Jane
2. How Do You Think It Feels
3. Caroline Says I
4. I'm Waiting for the Man
5. Lady Day
6. Heroin
7. Vicious
8. Satellite of Love
9. Walk on the Wild Side
10. Oh, Jim
11. Sad Song
12. White Light/White Heat
13. Rock 'n' Roll